# 弓 (映画)
『弓』（ゆみ、활）は、キム・ギドク監督作品。2005年に公開された韓国映画、上映時間90分。

## ストーリー
海に浮かぶ漁船で暮らす少女と老人。どこからか連れてきた少女を育てながら老人は少女の17歳の誕生日と共に訪れる結婚の日を夢見ていた。しかし釣り客としてやってきた大学生の青年に少女は心を奪われ、その日から少女と老人の間に溝が生じはじめる。

## キャスト
- 老人: チョン・ソンファン
- 少女: ハン・ヨルム
- 青年: ソ・ジソク
- 青年の父: チョン・ゴクファン